# Англо-французька війна (1557—1559)
Англо-французька війна 1557—1559 років — збройний конфлікт між Англією та Францією в ході Восьмої Італійської війни (1551—1559).

## Оголошення війни
Після розриву Францією Восельського перемир'я наприкінці 1556 року, військові дії між французами та іспанцями поновилися. Англійці взимку 1556—1557 років побоювалися спроби французів за допомогою зради опанувати Кале  .
У березні 1557 року Філіп II прибув до Англії. Французи намагалися перешкодити вступу Англії у війну, висадивши в квітні в районі Скарборо якогось Томаса Стеффорда, протестантського фанатика і племінника примаса англійської церкви кардинала Реджинальда Поула. Стеффорд з півсотнею людей захопив напівзруйнований замок, і випустив прокламацію, що закликала до повалення Марії Тюдор. Через чотири дні після висадки він був схоплений, і наприкінці травня страчений. Цей інцидент дав королеві формальний привід до війни, яка, незважаючи на опозицію королівської ради, була оголошена 7 червня.
Дохід англійської корони становив лише близько 300 тисяч фунтів на рік, тому для фінансування війни довелося вдатися до введення нових податків, мит і прямому вимагання: так Лондон примусили виплатити 60 тисяч з нагоди прибуття чоловіка королеви .
Наприкінці травня розпочалося перекидання до Кале військових сил з графств Норфолк, Саффолк і Ессекс  .

## Кампанія 1557 року
15 червня англійські кораблі здійснили напад на Шербур.
6 липня Філіп відплив з Англії до Кале з великою сумою грошей в супроводі ескадри адмірала Говарда. 15-го скарбник Кале Томас Корнуолліс супроводжував іспанців до Гравлін .
22 липня в Кале відбулася військова рада за участю командувача експедиційними силами графа Пембрука і губернатора Томаса Вентворта. Було оголошено про заходи щодо посилення оборони анклаву: до Ґіну, гарнізон якого налічував всього 300 чоловік, було направлено ще 500 під командуванням Едварда Брея, і 300 чоловік було розміщено на рівнині на схід від Кале .
30 липня армія Пембрук, що налічувала близько 7 тис. чоловік, виступила з Кале до Сен-Кантені, але приєдналася до іспанців вже після битви біля Сен-Кантені, взявши участь в облозі міста . Союзники не очікували від французів активних дій після серпневої поразки і полону більшості воєначальників, але Франсуа де Гіз, 6 жовтня прийняв командування новою 50-тисячною армією, рушив до Пікардії. В іспанців до листопада закінчилися гроші, і армія була розпущена .

## Взяття Кале
Центральною подією війни було відвоювання французами Кале, здійснене Франсуа де Гізом всього за тиждень бойових дій (1-7 січня 1558 року), в результаті ретельно підготовленої і проведеної «з майже геометричною точністю»  військової операції. Кале капітулювало 8 січня, 13-го здався Ґін, й англійці втратили останні володіння на французькій землі.

## Кампанія 1558 року
Влітку і восени в Ла-Манші сталося кілька зіткнень між англійцями і французами.
21 червня 1558 року французькі капери захопили острів Олдерні. У липні в протоці сталося морський бій, після якого губернатор Нормандських островів Леонард Чемберлен відвоював острів. Французи втратили кілька кораблів і сто полонених .
19 липня англо-фламандський флот напав на Ле-Конке, а наступного дня відбувся бій біля Плугонвлена, поблизу узбережжя Фіністер.
13 серпня англійські кораблі, що увійшли в гирло річки А, піддали обстрілу фланг французької армії, допомагаючи перемозі Ламораля Егмонта над маршалом де Термом біля Гравліна.
У грудні французи висадили на Олдерні роту з 400 чоловік під командуванням капітана Леона де Ла Е. Інші роти готувалися до захоплення Джерсі і Гернсі, але не встигли провести ці акції до закінчення війни. У жовтні почалися переговори між Францією і союзниками.

## Мирна угода
На переговорах в Като-Камбрезі Філіп II, що не втратив на той час надію одружитися з Єлизаветою Англійською, намагався відстояти інтереси союзника, вимагаючи у французів повернути Кале. Оскільки було ясно, що Генріх II в цьому питанні не поступиться, домовилися про передачу міста Франції на 8 років, після чого французи повинні були або викупити його за 500 тисяч екю, або звільнити.
Фактично, Като-камбрезький мирний договір не припинив військових дій, оскільки в Шотландії і надалі перебував французький експедиційний корпус. Тільки після невдалої облоги Літа англійцями і укладення в 1560 році Единбурзького договору, який закінчив англо-шотландську війну 1559—1560 років, мир було відновлено.
У 1562—1564 році за ініціативою Єлизавети відбулася нова англо-французька війна, і Катерина Медічі, вкрай незадоволена втручанням Англії в першу гугенотську війну, більше не вважала себе зв'язаною домовленостями 1559 року. За договором 1564 року в Труа Єлизавета, потерпівши поразку поступилася правами на Кале за 120 тисяч крон.